# Hammaren (westelijk deel)
Hammaren (westelijk deel) (Zweeds: Hammaren (västra delen)) is een småort in de gemeente Ragunda in het landschap Jämtland en de provincie Jämtlands län in Zweden. Het småort heeft 60 inwoners (2005) en een oppervlakte van 8 hectare. Eigenlijk bestaat het småort uit het westelijke deel van de plaats Hammaren. Het småort wordt omringd door zowel landbouwgrond als bos en ligt slechts zo'n anderhalf kilometer ten noordwesten van de plaats Hammarstrand.